# David August Brauns
David August Brauns (* 1. August 1827 in Braunschweig; † 1. Dezember 1893 in Gandersheim) war ein deutscher Geowissenschaftler.

## Leben
Brauns studierte an der Georg-August-Universität Göttingen. 1846 wurde er Mitglied des Corps Borusso-Brunsviga und des Corps Brunsviga Göttingen. Er wurde zum Dr. med. et phil. promoviert. Er war Privatdozent an der Friedrichs-Universität Halle. Vom 5. Dezember 1879 bis zum 31. Dezember 1881 wurde er vom Ministerium für Erziehung der japanischen Regierung angestellt. Er lehrte Geologie und Paläontologie unter Fokussierung auf Merkmale von Metall- und Steinwerkzeugen an der Universität Tokio. Brauns gilt in Japan als Pionier der modernen Geowissenschaften. Neben seiner geologischen Betätigung sammelte David Brauns japanische Märchen und Sagen, die 1885 in einem Sammelband veröffentlicht wurden.
Brauns’ Ehefrau war die Schriftstellerin Caroline Wilhelmine Emma Brauns geb. Eggers (1836–1905). Mit ihr kehrte er 1881 aus Japan nach Halle zurück. Als o. Professor nahm er seine Arbeit an der Friedrichs-Universität wieder auf.

## Ehrungen
- Wahl in die Deutsche Akademie der Naturforscher Leopoldina (1887)[2]

## Schriften
- Der Sandstein bei Seinstedt unweit des Fallsteins und die in ihm vorkommenden Pflanzenreste. In: Palaeontographica, 9, 2. Lfg., Schweizerbart´sche Verlagsbuchhandlung, Stuttgart 1862, S. 47 – 62, Taf. XIII – XV,
- Der Sandstein bei Seinstedt unweit des Fallsteins und die in ihm vorkommenden Pflanzenreste, nebst Bemerkungen über die Sandsteine gleichen Niveaus anderer Oertlichkeiten Norddeutschlands. In: Palaeontographica, 13, 5. Lfg., Schweizerbart´sche Verlagsbuchhandlung, Stuttgart 1866, S. 237 – 246, Taf. XXXVI
- Der mittlere Jura im nordwestlichen Deutschland von den Posidonienschiefern bis zu den Ornatenschichten mit besonderer Berücksichtigung seiner Molluskenfauna. 313 S., 2 Taf., Verlag von Theodor Fischer, Cassel 1869
- Der untere Jura im nordwestlichen Deutschland von der Grenze der Trias bis zu den Amaltheenthonen, mit besonderer Berücksichtigung seiner Molluskenfauna. Nebst Nachträgen zum mittleren Jura. 493 S., 2 Tafeln, Druck und Verlag von Friedrich Vieweg und Sohn, Braunschweig 1871
- Der Obere Jura im nordwestlichen Deutschland von der oberen Grenze Der Ornatenschichten bis zur Wealdbildung mit besonderer Berücksichtigung seiner Molluskenfauna. Nebst Nachträgen zum unteren und Mittleren Jura. 431 S, III Taf., Druck und Verlag von Friedrich Vieweg und Sohn, Braunschweig 1874
- Die Technische Geologie oder die Geologie in Anwendung auf Technik, Gewerbe und Landbau. 400 S, 80 Abb., G. Schwetschke´scher Verlag, Halle 1878
- Geology of the Environs of Tokio. Memoirs of the Science Department, Tokio Daigaku, (University of Tokio), No. 4, published by Tokio Daigaku, Tokio 1881

## Werke
- Japanische Märchen und Sagen. Verlag von Wilhelm Friedrich, Leipzig 1885